# Ким Джонъян
Ким Джонъян (кор. 김종양; род. 30 октября 1961, Чханвон, также Ким Чон Ян) — южнокорейский офицер полиции, бывший президент Интерпола (2018—2021).

## Биография
Родился 30 октября 1961 года. Получил высшее образование в области делового администрирования в Университете Кореи. Изучал государственное управление и администрирование полиции в Национальном университете Сеула и в Университете Тонгук.
С 1999 года начальник полицейского управления провинции Канвон.
С 2000 года менеджер отдела безопасности дорожного движения Ульсанского регионального полицейского агентства.
С 2001 года начальник городского полицейского агентства Улсан.
С 2002 года начальник Сеульского городского полицейского отдела транспорта.
С 2004 года начальник Полицейского отдела Сонгбук, что является одной из полицейских участков под юрисдикцией городского полицейского агентства Сеула.
С 2005 года начальник отдела в Администрации Президента Кореи.
С 2007 года полицейский атташе в Генеральном консульстве Южной Кореи в Лос-Анджелесе.
С 2010 года Директор департамента безопасности Севайского городского полицейского агентства.
С 2010 года председатель Комитета по планированию на саммите по вопросам ядерной безопасности Национального Полицейского агентства.
В 2011—2012 гг — директор по иностранным делам полицейского агентства.
В 2012—2013 гг. — начальник полиции южной провинции Кёнсан.
В 2013—2014 гг. — Координатор планирования Национального Полицейского агентства.
С 2012 года — сотрудник исполнительного комитета Интерпола.
В 2014—2015 гг. — начальник полицейского агентства провинции Кенджу.
В 2015—2018 гг. — вице-президент Интерпола по Азии.
С октября 2018 по ноябрь 2018 г. исполнял обязанности Президента Интерпола после отставки Мэна Хунвэя.
21 ноября 2018 избран Президентом Интерпола на встрече в Дубае 18-21 ноября 2018 года.

## Внешние ссылки
- President Архивная копия от 12 ноября 2020 на Wayback Machine
- https://people.search.naver.com/search.naver?where=nexearch&query=%EA%B9%80%EC%A2%85%EC%96%91&sm=tab_etc&ie=utf8&key=PeopleService&os=549731 Архивная копия от 13 ноября 2020 на Wayback Machine - 네이버 인물검색
- Ким Джонъян - 다음 인물백과